# Горошко, Лев Юрьевич
Лев Юрьевич Горошко (бел. Леў Юр’евіч Гарошка; 26 февраля 1911, Трощицы, Новогрудский уезд, Минская губерния — 28 июля 1977, Париж) — белорусский религиозный и общественный деятель, педагог, культуролог, писатель
 и публицист. Псевдонимы: «Анатолий Горсть»; «Прокопий Кузнец» и др.

## Биография
Происходил из очень бедной семьи православных белорусов с униатскими традициями. В 1923—1931 годы учился в Новогрудской белорусской гимназии. Через посредничество и помощь директора гимназии Иоанна Цехановского и директора белорусского музея в Вильнюсе Антона Луцкевича поступил во Львовскую греко-католическую богословскую академию, где учился в 1931—1936 годы. По окончании Академии был направлен для дальнейшего обучения в Инсбрук (Австрия), где в 1936—1937 годы обучался в католическом богословском институте в Инсбруке как стипендист греко-католического митрополита Львовского Андрея Шептицкого. 17 октября 1937 года с благословения митрополита Андрея Шептицкого был рукоположен на священника украинским греко-католическим епископом Никитой Будкой в частной часовне митрополита во Львове. Первую Божественную литургию на родине священник отслужил в униатском приходе Далятичи на его родной Новогрудчине, где настоятелем тогда был священник Вячеслав Аношко.
Пастырскую работу начал в Полесье в Пинской римско-католической епархии (1937—1939). Служил в приходах Угриничи, Городная (Столинский район), Столпцы, Збураж (Малоритский район). Преследовался за свою пастырскую и просветительскую деятельность польскими светскими властями, постоянно находился под надзором полиции.
После создания в сентябре 1939 года Белорусского экзархата ГКЦ и назначения в октябре 1940 года иезуита Антона Неманцевича первым в XX веке белорусским греко-католическим экзархом, Лев Горошко 2 мая 1942 был избран в Совет экзархата и стал вице-экзархом.
В годы Второй мировой войны жил в Барановичах, работал на учительских курсах, учителем белорусского и латинского языков в торговой и медицинской школах, редакциях газет и др. Руководитель медицинской школы в Барановичах Матвей Сморщек утверждал, что священник Лев Горошко спас от вывоза в Третий Рейх молодежь из Медицинской школы, которую немцы планировали направить в свои трудовые лагеря: «Мой покровитель, униатский священник Лев Горошко, каким-то образом узнал, в какой день немцы собрались схватить всех наших детей. Предупредил их, чтобы в школу не шли, чтобы где-то прятались. Прихожу я на лекцию, а в классе — пусто! Только Горошко сидит за столом и на мой вопрос, где ученики, отвечает, что не знает. В этот момент в дверях появились три немецких солдата. Один из них спросил, Кто тут Лев Горошко, а когда услышал ответ, выпалил: „Вы арестованы!“ Через некоторое время усилиями бурмистра Барановичей Юрия Соболевского отца Горошко выпустили»
27 июня 1944 года в Минске принял участие в работе Второго Всебелорусского конгресса, где были представлены белорусские коллаборационистские организации и лица, лояльные по отношению к немецким оккупационным властям. В конце войны, вместе с волной эмиграции оказался на Западе: сначала в Берлине, а затем в Мюнхене, где организовывает белорусское душепастырство.
С осени 1945 жил в Риме, где вместе с двумя другими белорусскими католическими священниками Чеславом Сиповичем и Петром Татариновичем приложил много усилий для помощи белорусским военным, оказавшимся в Италии в составе второго корпуса польской армии. В 1946 году он издал белорусский молитвенник «Божьим путём» и активно собирал средства на издание газеты «Белорусские новости» (издавалась в Париже многотысячным тиражом и рассылалась соотечественникам по всему миру — от Скандинавии до Африки и Америки). Он убедил Восточную Конгрегацию, что энциклика папы Пия ХІІ Orientalis omnes по случаю 350-й годовщины Брестской унии должна быть издана и на белорусском языке, а латинское слово «Rutheni» в ней должно переводиться как «белорусы и украинцы».
16 октября 1946 году Конгрегация по делам восточных церквей назначает его ректором Белорусской католической миссии во Франции. Живя в Париже, в 1947—1957 редактировал и издавал белорусский религиозно-общественный журнал «Божьим путём». Затем выехал в Рим, где в 1959 вступил в новициат отцов-Мариан. В 1960 епископом Чеславом Сиповичем был направлен в Лондон и назначен ректором Белорусской католической миссии. В 1962—1969 гг. — игумен монашеского дома отцов-Мариан в Лондоне. В 1965 году получает достоинство архимандрита. Принимал активное участие в религиозной и культурной жизни белорусского зарубежья. Член Лондонского отдела Объединения белорусов Великобритании. Участник ХІV Конгресса «церковь в нужде» в Кенигштайне (31.07 — 04.08.1964).
В 1970—1977 годах руководил Белорусской службой Радио Ватикана и является ректором Белорусской католической миссии во Франции. Умер в больнице в Париже 28 июля 1977 года. Похоронен 8 августа 1977 года на кладбище святого Панкрата в Лондоне.